# Edward Charles Pickering
Edward Charles Pickering (Boston, Massachusetts), 19. srpnja 1846. - Cambridge, Massachusetts, 3. veljače 1919.), američki fizičar i astronom. Brat Williama Henryja Pickeringa. Ravnatelj zvjezdarnice u Harvardu (od 1877. do 1919.). Neovisno o njemačkom astrofizičaru Hermannu Karlu Vogelu, otkrio je Mizar kao prvu spektroskopski dvojnu zvijezdu, a u vrućih zvijezda otkrio je niz spektralnih linija jednostruko ioniziranog atoma helija (Pickeringov niz). Izumio je meridijanski fotometar za vizualnu fotometriju, te vodio izradu prvoga velikog fotometrijskoga kataloga Harvard Photometry (1884.), koji je 1908. proširen u Harvard Revised Photometry. Razvijao je astrofotografiju pa je 1903. objavio prvu fotografsku mapu cijeloga neba. Prvi je iskoristio prizmu objektiva maloga razlučivanja za istodobno snimanje nekoliko spektara, te sa suradnicama (Williamina Fleming, Annie Cannon Jump, Antonia Caetana Maury), koje su opažale i analizirale na stotine tisuća zvjezdanih spektara, ustanovio osnovne spektralne razrede zvijezda (Harvardska klasifikacija). S Annie Cannon Jump objavio je Katalog Henryja Drapera (eng. Henry Draper Catalogue, 1918. – 1924.) s 225 300 zvjezdanih spektara. Po njemu i njegovu bratu nazvani su krateri na Mjesecu i Marsu (Pickering (krater)) i planetoid (748 Pickeringia).

## Životopis
Edward Pickering je bio sveučilišni profesor i 1877. postao ravnatelj zvjezdarnice Harvardova koledža u Cambridgeu (Massachusetts). Pod njegovim je nadzorom 1918. počelo izdavanje Katalog Henryja Drapera (eng. Henry Draper Catalogue.
1867. izabran je u Američku akademiju znanosti i umjetnosti. 
Zajedno s Hermannom Karlom Vogelom otkrio je prve dvojne zvijezde, koje se moglo samo spektroskopski otkriti.  Napisao je Elements of Physical Manipulations (2 Bde., 1873–1876). Razvio je metodu za određivanje sjajnosti zvijezda golim okom, koja je dobila ime po njemu. Radovi mu se ponajviše bave zvjezdanom fotometrijom. 1884. je godine objavio rad Harvard Photometry, a 1903. prvi fotografski zvjezdani atlas.
Uz radove kartiranja neba na Harvardskoj zvjezdarnici u svezi je pojam Pickeringova harema i Harvardskih računala. Suradnike su u ono vrijeme zvali računalima (eng. computers). Pickeringov harem bila je skupina žena, Pickeringovih suradnica koje su zadužile astrofiziku otkrićima zakonitosti promjenjivih zvijezda. Prvotno je za ovaj golemi projekt fotografiranja i katalogiziranja angažirao mahom mladiće koji su se pokazali površni, što je frustriralo Pickeringa. Posao osvjetljavanja pola milijuna fotografskih ploča unutar jednog desetljeća tada je povjerio desetorima ženama među kojima i svoju sluškinju Williaminu Fleming, koju je angažirao kao voditeljicu tima. Odluka o zapošljavanju žena bila je proračunata: držao ih je pedantnijima i precizinijima od muškaraca, a u ono vrijeme žene su bile manjih prava pa ih se plaćalo dvostruko manje od muškaraca. Među ostalim članicama "harema" bile su Annie Jump Cannon, Henrietta Swan Leavitt i Antonia Maury. Znanost su zadužile otkrićima o zakonitostima promjenjivih zvijezda i dimenzijama svemira, klasifikacijom promjenjivih zvijezda i zvjezdanih spektara (takozvana Harvardska klasifikacija).
Godine 1897. je u svjetlu zvijezde ξ Puppis (Azmidisk) spektralne crte spektra He+, odnosno niz spektralnih linija jednostruko ioniziranog atoma helija. Po njemu su nazvane Pickeringov niz.
Nagrađen je zlatnom medaljom Kraljevskog astronomskog društva 1886. i 1901., a 1908. Bruceinom medaljom te Nagradom Julesa Janssena.

## Vanjske poveznice
- Edward Charles Pickering Hrvatska enciklopedija
- Astronomie-Homepage von Wolfgang Steinicke Edward Charles Pickering

### Osmrtnice
- AN 208 (1919) 133/134 (nje.)
- JRASC 13 (1919) 160
- MNRAS 80 (1920) 360
- Obs 42 (1919) 139
- PASP 31 (1919) 73